# Musée de Grand Batanga
Le Musée de Grand Batanga encore connu sous le nom de musée des arts contemporains de Kribi, ou musée de Luma, créé en 2000 , est un musée privé d’art africain, situé dans l'arrondissement de Kribi Ier, département de l'Océan et la région du Sud au Cameroun. Il présente une collection d’art africain ancien et contemporain et expose également divers objets et outils. Il est ouvert au public toute l’année.

## Histoire

### Débuts et projets
Le musée de Grand Batanga voit le jour en 2000 de l’idée du professeur Remy Sylvestre Bouelet. Il est une institution privée d’art africain qui se trouve à Luma, Kribi, près de la plage de Grand Batanga. Également désigné comme musée des arts de grand Batanga ou musée de Luma, il conserve et expose une collection étendue d’art traditionnel, moderne et contemporain d’origines variées. 

## Administration

### Promoteur , tutelle, et direction/ gestion du musée
Le promoteur du Musée Grand Batanga est Rémy Sylvestre Boulet qui exerce également en tant qu'artiste et poète.

### Financements
Rémy Sylvestre Boulet assure le financement du musée de Grand Batanga.

## Architecture et Organisation de l'espace

### Organisation de l'espace
Le musée comprend plusieurs galeries distinctes :
Galerie d’Art Moderne : Cette section présente des créations réalisées à partir de matériaux recyclés, tels que des coquillages et des écorces d’arbres.
Galerie d’Art Contemporain : Elle expose des objets d’art contemporain datant principalement du XIXe siècle, ainsi que des œuvres d’autres artistes, incluant des tableaux de peintres français et des portraits.
Galerie d’Art Traditionnel : Cette section abrite des objets provenant de différents pays d’Afrique et du monde, comme des statuettes, des chasse-mouches, des trompettes, des masques et des squelettes d’animaux.

## Aspects techniques, équipements et services

### Services
Il propose un hébergement nommé "La Villa Lou" comprenant quatre chambres, deux salles de bains et un grand balcon avec vue sur la plage privée. Des options de stationnement gratuit et privé sont disponibles.

## Collections
Le musée présente au public une collection importante d'art ancien et contemporain du sud du Cameroun, incluant des objets et des outils de pêche.